# Velibor
Velibor (in cirillico: Велибор?) è un nome proprio di persona serbo e croato maschile.

## Varianti in altre lingue
- Polacco: Wielebor

## Origine e diffusione
È formato dalle due radici slave veli ("grande") e borti ("battaglia"); la prima si trova anche nei nomi Velimir e Wielisław, la seconda in Bořivoj, Preben, Borislav, Czcibor e Dalibor.

## Onomastico
Nessun santo porta questo nome, che quindi è adespota; l'onomastico si può festeggiare il 1º novembre, giorno di Ognissanti.

## Persone
- Velibor Đurić, calciatore bosniaco
- Velibor Milutinović, vero nome di Bora Milutinović, calciatore e allenatore di calcio serbo
- Velibor Radović, cestista e allenatore di pallacanestro montenegrino naturalizzato israeliano
- Velibor Vasilić, calciatore bosniaco
- Velibor Vasović, allenatore di calcio e calciatore jugoslavo